# بطولة الأمم الخمس 1995
بطولة الأمم الخمسة 1995 (بالإيطالية: Cinque Nazioni 1995)‏ هو الموسم 101 من  بطولة الأمم الستة، وهو الموسم 101 من  بطولة الأمم الستة. كان عدد الأندية المشاركة فيه  5، وفاز فيه منتخب إنجلترا الوطني لاتحاد الرغبي.